# 趙新 (明朝)
赵新（約1381年—1461年），字日新，号养斋，浙江杭州府富阳县人，明朝政治人物。

## 生平
永乐三年（1405年），趙新考中乙酉科举人，入国子监。因善書法，得以參修《永乐大典》。授官工部主事。宣德四年（1429），擢吏部稽勳司郎中，曾巡抚江西。歴官吏部右侍郎、礼部右侍郎。正统十四年（1449年），升吏部尚书。